# Raetia
Raetia (pronunțat re-ți-a) sau Reția a fost o provincie a Imperiului Roman, care cuprindea landurile Vorarlberg și Tirol din Austria, cantoanele estice ale Elveției și părți din landurile Bavaria și Baden-Württemberg din Germania de azi . Locuitorii nativi probabil că erau ilirii sau celții. 

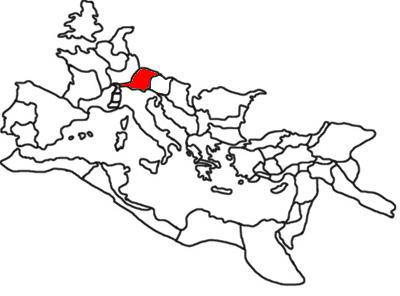
Provincia Raetia

## Istoria veche
Începând din anii 800 î.Hr. rețianii au început să colonizeze spațiul cuprins între actuala Elveție, Liechtenstein și partea vestică a Austriei, unde erau așezați deja helveții.

## Cucerirea romană
Romanii și-au început incursiunea în teritoriul Raetiei, în anul 107 î.H., prin pasul St. Bernard, dar datorită terenului dificil, cucerirea teritoriului nu a fost decisivă. în anul 52 î.H., atacurile germanicilor i-au forțat pe helveți să se îndrepte către Gallia. Legiunile romane, sub comanda lui Caius Iulius Caesar i-au determinat să se retragă, blocând drumul. În anul 15 î.H., Tiberius și Drusus i-au împins pe rețiani în nord, peste Alpi. Armata acestora i-a învins, iar teritoriul acestora a devenit provincie romană.
Destinele Raetiei au fost strâns legate de cele ale Germaniei Superioare. Civilizația romană aici, luată ca un întreg, s-a dezvoltat lent. Două legiuni, staționate probabil lângă Augusta Vindelicorum, au fost retrase în anul 9 d.H., iar provincia a fost apărată de către armatele Rinului și guvernată de un praefectus ecvestru. Transformarea Raetiei în provincie a asigurat o securitate mai bună Italiei.